# 鐘樓 (敲擊鐘)

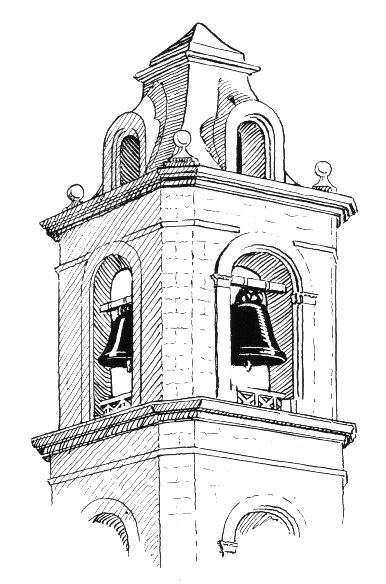
鐘樓

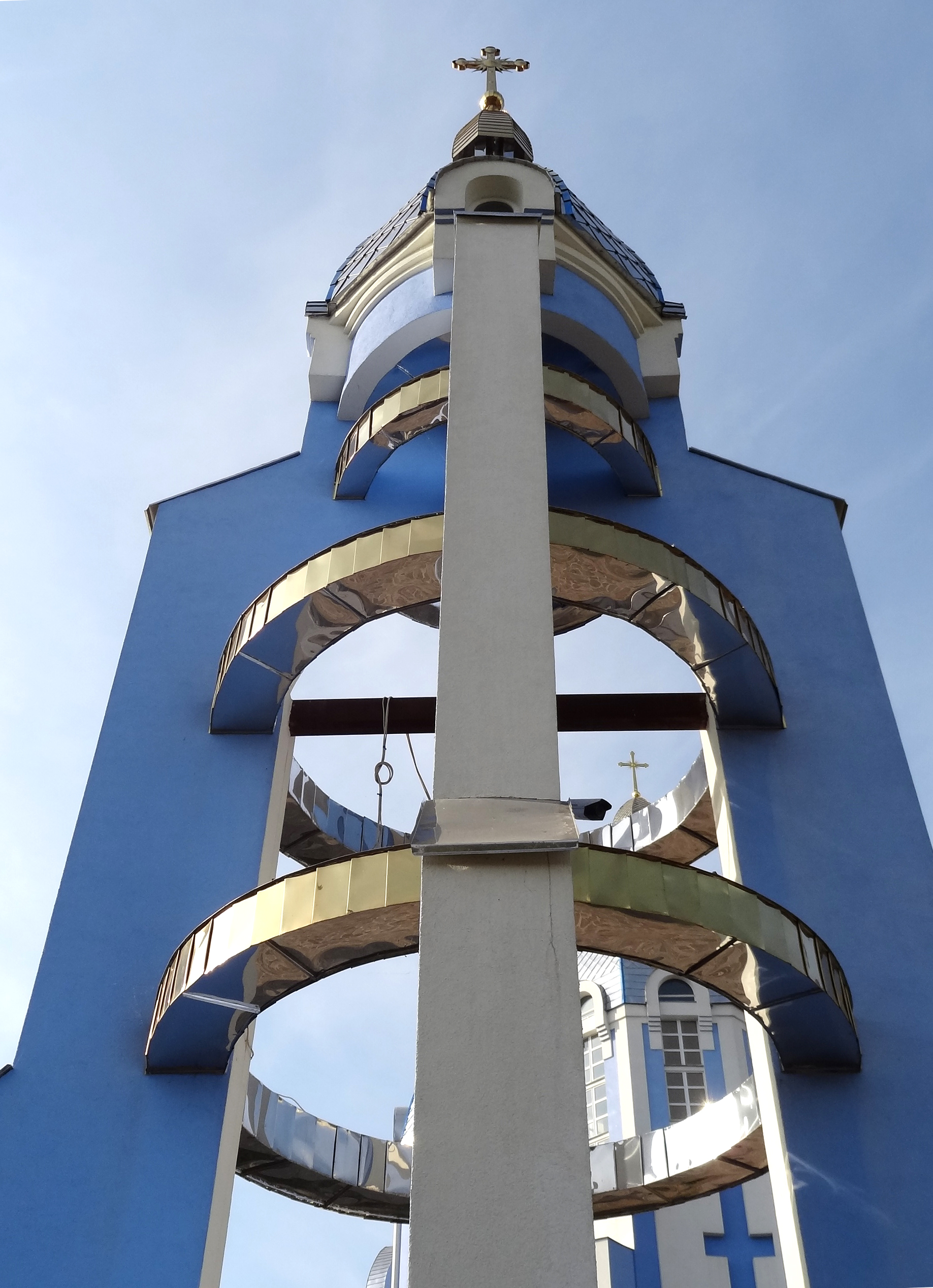
文尼察的现代钟楼 (1996)

鐘樓，又稱鐘塔，是有一個或多個吊鈴的塔式建築。在歐洲，鐘塔是教堂的一部分，並受教堂支配。在歐洲大陸，鐘塔與所有城市建築一樣都是受市政府所管轄。

## 用途
鈴是用於報時，如婚禮或葬禮、傳統節日、受到空襲、火災。
鐘塔也可以演奏音樂，鋼琴鍵用繩、鏈、電線等連接一組大鈴後，可以作為大喇叭。在歐洲與美國的很多大學都可以看得到。在允許安裝鐘鈴的現代建築物，它所發出的聲音是由小金屬棒調皮敲擊並且用電子擴音器及喇叭而發出的，它相當於沉重的巨鈴所作的效果。模擬的鐘樂系統已經使用錄音、光碟等。